# Tetradium glabrifolium
Tetradium glabrifolium là một loài thực vật có hoa trong họ Cửu lý hương. Loài này được (Champ. ex Benth.) T.G. Hartley miêu tả khoa học đầu tiên năm 1981.